# Naturschutzgebiet Trebelmoor bei Tangrim
Das Naturschutzgebiet Trebelmoor bei Tangrim ist ein 57 Hektar umfassendes Naturschutzgebiet in der Gemeinde Lindholz in Mecklenburg-Vorpommern sieben Kilometer nördlich von Gnoien. Der namensgebende Ort Tangrim befindet sich einen Kilometer westlich. Der Flusslauf der Trebel befindet sich nordöstlich außerhalb des Gebiets. Die Unterschutzstellung erfolgte am 8. Juni 1967 mit einer Erweiterung im Jahr 1971. Das Schutzziel besteht im Erhalt eines bewaldeten Durchströmungsmoores mit eingestreuten Pfeifengraswiesen. Südöstlich schließt das Naturschutzgebiet Trebeltal an.
Der aktuelle Gebietszustand wird als unbefriedigend angesehen. Die langjährige Entwässerung der Flächen wirkt sich nachteilig aus. Zwei Wege führen von Tangrim aus in das Gebiet, so dass ein Betreten möglich ist.